# Turkowice (województwo lubelskie)
Turkowice – wieś w Polsce położona w województwie lubelskim, w powiecie hrubieszowskim, w gminie Werbkowice. Leży nad rzeką Huczwą.
| SIMC    | Nazwa     | Rodzaj  |
| ------- | --------- | ------- |
| 0905267 | Turkowice | kolonia |

W latach 1945–1954 miejscowość była siedzibą gminy Miętkie. W latach 1975–1998 miejscowość położona była w województwie zamojskim. 
Wieś jest sołectwem w gminie Werbkowice. Według Narodowego Spisu Powszechnego (III 2011 r.) liczyła 496 mieszkańców i była czwartą co do wielkości miejscowością gminy Werbkowice.
Wieś jest siedzibą rzymskokatolickiej parafii Niepokalanego Poczęcia Najświętszej Maryi Panny w Turkowicach.

## Historia
We wsi w latach 1903–1915 znajdował się prawosławny żeński monaster Opieki Matki Bożej. W okresie międzywojennym jego zabudowania zajmowały rzymskokatolickie siostry służebniczki. W okresie drugiej wojny światowej prowadziły one sierociniec dla dzieci z rozległych terenów wschodnich, podczas okupacji niemieckiej był to ośrodek polskiego ruchu konspiracyjnego oraz partyzanckiego.  
Jedna z sióstr służebniczek z Turkowic, Longina Trudzińska została wraz siedmioma wychowankami z sierocińca zamordowana 16 maja 1944 r. pod Sahryniem przez policjantów z Ukraińskiej Policji Pomocniczej. Jej historię opisał Leszek Wójtowicz w książce pt. Wózkiem do nieba. 
Działalność sierocińca oraz jego opiekunkę siostrę Polehajło opisał Marian Gołębiewski w książce pt. Turkowice – śmierć i ocalenie (Wyd. „Więź”). Po II wojnie światowej obiekty klasztorne przekazano Zespołowi Szkół Rolniczych, który zakończył działalność w 2013. Zabudowania wystawiono wówczas na sprzedaż.
W nocy z 9 na 10 marca 1944 r. ukraińska część wsi została zaatakowana przez oddział AK pod dowództwem Mariana Pilarskiego „Groma”. Zginęło wówczas co najmniej 33 osób (tyle jest znanych z nazwiska), w tym 9 kobiet i 4 dzieci. „To było w 1944 r., rano, o godzinie 4.00 – wspominała po latach jedna z ukraińskich mieszkanek wsi. – [...] Uciekałam w kierunku r[rzeki] Huczwy, trzymając się kobiety ze wsi Wronowice, która również uciekała razem z dziećmi. Razem z nią przeprawiłam się Huczwę i weszliśmy do wsi Wakijów, gdzie przebywaliśmy do rana u jej krewnych. Tej nocy płonęły też sąsiednie wsie Sahryń i Malice. Do rana w Turkowicach wszystko ucichło. Gdy rozjaśniło się poszłyśmy do domu. Gdy podeszłyśmy bliżej zobaczyliśmy straszliwy obraz. Na skoszonej trawie leżało dwóch mężczyzn mających porąbane twarze, rozebranych do bielizny. Jeden miał wąsy podobne do takich jakie nosił mój ojciec. Zaczęłam krzyczeć z płaczem: „Tatusiu!”. Ale Pawło Wojtowycz rozpoznał w nim [zabitym] swego wujka Prokopa. Dalej z odrąbaną głową leżał Anton Lubowicz; niedaleko od niego leżeli zastrzeleni Werbicki Ołeksandr i Zofia, jak też Roman Kazimirczuk. Wiele osób udusiło się w kryjówkach i piwnicach od dymu”. „W nocy z 8 na 9 marca 1944 r. [w literaturze występuje też data z 9 na 10 marca] oddział uzbrojonych polskich żołnierzy, których później określiliśmy przezwiskiem podpalacze, otoczył wieś i ostrzelał go kulami zapalającymi – wspominał inny mieszkaniec wsi. – Jedna z kul upadła na parapet okna naszej chaty i zapaliła go. Próbowałem rękoma ugasić ogień. Kula przylepiła mi się do dłoni. Oderwałem ją z trudem i szmatą jaka wpadła mi w ręce ugasiłem ogień. W międzyczasie chata sąsiada już płonęła. [...] Znalazłem się poza wsią. Dołączyłem do ludzi, którzy też uciekali ze wsi i z odległości kilku kilometrów patrzyli, jak płoną nasze budynki i wszystko, co w nich było. Rankiem, gdy zaczęło światać, strzelanina ucichła i my staraliśmy się jak najbardziej cicho zbliżyć się do wsi z myślą: gdzie są bliscy, czy żyją? Tata, mama, siostra i brat ze łzami czekali na mnie obok pogorzeliska, w miejscu, gdzie stała nowo zbudowana chałupa. Blaszany dach leżał na ziemi. [...] Z nastaniem dnia banda podpalaczy udała się do sąsiedniej wsi Sahrynia. [...] W czasie akcji na Turkowice zginęło – zostało zastrzelonych – kilkadziesiąt osób, w tym mój dziadek, który ze swoim szwagrem próbował uciec ze wsi, która już płonęła. Postawiono ich obok siebie i jedną serią zabito roztrzaskując czaszki. Pochowano ich w strachu bez religijnych obrzędów – nie było możliwości”.

## Po 1989 r.
W Turkowicach działają także szkoła podstawowa, filia gimnazjum. W roku 2008 prawosławny żeński klasztor w Turkowicach został reaktywowany, jednak zajmuje jeden budynek dawnego zespołu monasterskiego, w którym urządzono cerkiew pw. Opieki Matki Bożej (w czasach PRL w tym budynku mieścił się Dom Ludowy).